# Ювалді-Естейтс (Техас)
Ювалді-Естейтс (англ. Uvalde Estates) — переписна місцевість (CDP) в США, в окрузі Ювалде штату Техас. Населення — 1879 осіб (2020).

## Географія
Ювалді-Естейтс розташоване за координатами 29°10′7″ пн. ш. 99°50′10″ зх. д. / 29.16861° пн. ш. 99.83611° зх. д. (29.168689, -99.836142).  За даними Бюро перепису населення США в 2010 році переписна місцевість мала площу 15,37 км², з яких 15,33 км² — суходіл та 0,04 км² — водойми.

## Демографія
Згідно з переписом 2010 року, у переписній місцевості мешкала 2171 особа в 607 домогосподарствах у складі 522 родин. Густота населення становила 141 особа/км².  Було 724 помешкання (47/км²).
Расовий склад населення:
| - 57,3 % — білих - 1,0 % — корінних американців - 0,4 % — чорних або афроамериканців - 0,4 % — азіатів - 33,7 % — осіб інших рас |

До двох чи більше рас належало 7,3 %. Частка іспаномовних становила 91,8 % від усіх жителів.
За віковим діапазоном населення розподілялося таким чином: 37,1 % — особи молодші 18 років, 54,5 % — особи у віці 18—64 років, 8,4 % — особи у віці 65 років та старші. Медіана віку мешканця становила 27,6 року. На 100 осіб жіночої статі у переписній місцевості припадало 99,4 чоловіків;  на 100 жінок у віці від 18 років та старших — 97,7 чоловіків також старших 18 років.
Середній дохід на одне домашнє господарство  становив 48 013 долари США (медіана — 31 382), а середній дохід на одну сім'ю — 49 773 долари (медіана — 31 842). Медіана доходів становила 32 107 доларів для чоловіків та 22 746 доларів для жінок. За межею бідності перебувало 33,5 % осіб, у тому числі 70,4 % дітей у віці до 18 років та 28,0 % осіб у віці 65 років та старших.
Цивільне працевлаштоване населення становило 1078 осіб. Основні галузі зайнятості: освіта, охорона здоров'я та соціальна допомога — 37,7 %, науковці, спеціалісти, менеджери — 11,0 %, роздрібна торгівля — 10,7 %, сільське господарство, лісництво, риболовля — 10,4 %.